# Merrill Heatter
Merrill Heatter (* 16. Dezember 1925 in New York City, New York; † 8. Oktober 2017 in Beverly Hills) war ein US-amerikanischer Fernsehproduzent.

## Leben
Merrill Heatter hat unter anderem die US-amerikanischen Game-Shows Gambit mit Wink Martindale, sowie die nächtliche Ausgabe von High Rollers mit Alex Trebek, produziert, in der seine Ehefrau, die Schauspielerin und das ehemalige Playboy-Model Elaine Stewart als Ko-Gastgeberin auftrat.

### Privates
Heatter war seit 1964 mit der Schauspielerin Elaine Stewart verheiratet, die am 27. Juni 2011 im Alter von 81 Jahren in Beverly Hills, Kalifornien verstarb. Sie hatten eine gemeinsame Tochter, die am 14. Juli 1970 geboren wurde.

## Filmografie
- 1960: Video Village (Fernsehserie)
- 1963: People Will Talk (Fernsehserie)
- 1964: The Celebrity Game (Fernsehserie)
- 1966–1980: The Hollywood Squares (Fernsehserie, 194 Folgen)
- 1968: Funny You Should Ask (Fernsehserie)
- 1969: The Storybook Squares (Fernsehserie)
- 1971: Amateur’s Guide to Love (Fernsehfilm)
- 1972: Runaround (Fernsehserie)
- 1972: Gambit (Fernsehserie)
- 1973: Baffle (Fernsehserie)
- 1974: High Rollers (Fernsehserie)
- 1975: The Magnificent Marble Machine (Fernsehserie)
- 1976: The Hot Seat (Fernsehserie)
- 1982: Fantasy (Fernsehserie)
- 1983: Battlestars (Fernsehserie)
- 1987: Bargain Hunters (Fernsehserie)
- 2002: Casino (Fernsehserie)
- 2008: Catch 21 (Fernsehserie)